# Korinna Iszymcewa
Korinna Iszymcewa (ur. 8 lutego 1984 w Pawłodarze) – kazachska siatkarka, grająca jako rozgrywająca. Olimpijka z Pekinu.

## Sukcesy klubowe
Klubowe mistrzostwa Azji:
- 2003/04, 2006/07
- 2009/10, 2012/13
- 2001/02, 2010/11, 2013/14

Puchar Kazachstanu:
- 2000/01, 2001/02, 2002/03, 2003/04, 2004/05, 2005/06, 2008/09, 2009/10, 2010/11, 2011/12, 2012/13, 2014/15, 2017/18
- 2015/16, 2016/17, 2018/19

Superpuchar Kazachstanu:
- 2015/16, 2016/17, 2017/18, 2018/19

## Sukcesy reprezentacyjne
Mistrzostwa Azji:
- 2005

Igrzyska Azjatyckie:
- 2010